# 虞京
虞京，明朝政治人物、進士。
永樂二年（1404年），虞京中甲申科殿試二甲第五十二名進士，同年十二月，授给事中。